# لیپا ناد اورلیتسی
لیپا ناد اورلیتسی (به چکی: Lípa nad Orlicí) یک منطقهٔ مسکونی در جمهوری چک است که در ناحیه ریخنوف ناد کنیژنوو واقع شده‌است. لیپا ناد اورلیتسی ۱۰٫۵۷ کیلومتر مربع مساحت و ۵۱۹ نفر جمعیت دارد و ۲۵۲ متر بالاتر از سطح دریا واقع شده‌است.